# Lewis Teague
Lewis Teague (New York, 8 marzo 1938) è un regista statunitense.

## Filmografia

### Cinema
- La doppia vita di Dirty O'Neil (Dirty O'Neil), co-regia di Leon Capetanos (1974)
- The Lady in Red (1979)
- Alligator (1980)
- Philadelphia Security (Fighting Back) (1982)
- Cujo (1983)
- L'occhio del gatto (Cat's Eye) (1985)
- Il gioiello del Nilo (The Jewel of the Nile) (1985)
- Collision Course (1989)
- Navy Seals - Pagati per morire (Navy SEALs) (1990)
- Sotto massima sorveglianza (Wedlock) (1991)
- Mistero alle Bermuda (2001)
- Cante Jondo – cortometraggio (2007)
- Charlotta-TS (2010)

### Televisione
- L'ora di Hitchcock (The Alfred Hitchcock Hour) – serie TV, episodio 2x30 (1964)
- Libertà di reato (T Bone N Weasel) – film TV (1992)
- OP Center – film TV (1995)
- Oltre la vita (Saved by the Light) – film TV (1995)
- Hazzard 20 anni dopo (The Dukes of Hazzard: Reunion!) – film TV (1997)
- Mistero alle Bermuda (Triangle) – film TV (2001)